# Seine-Port
Seine-Port [sɛn pɔʁ] ist eine französische Gemeinde mit 1.824 Einwohnern (Stand: 1. Januar 2022) im Département Seine-et-Marne in der Region Île-de-France. Sie gehört zum Arrondissement Melun und zum Kanton Saint-Fargeau-Ponthierry (bis 2015: Kanton Savigny-le-Temple). Die Einwohner werden Seine-Portais genannt.

## Geographie
Seine-Port liegt an der Seine etwa 36 Kilometer südsüdöstlich von Paris. Umgeben wird Seine-Port von den Nachbargemeinden Nandy im Norden, Savigny-le-Temple im Nordosten, Cesson im Osten, Boissise-la-Bertrand im Süden und Südosten sowie Saint-Fargeau im Westen.

## Bevölkerungsentwicklung
| Jahr                      | 1962 | 1968 | 1975 | 1982 | 1990 | 1999 | 2006 | 2012 |
| Einwohner                 | 1047 | 1110 | 1131 | 1129 | 1685 | 1754 | 1902 | 1927 |
| Quelle: Cassini und INSEE |      |      |      |      |      |      |      |      |

## Sehenswürdigkeiten
Siehe auch: Liste der Monuments historiques in Seine-Port
- Schloss Sainte-Assise aus dem 18. Jahrhundert
- Pavillon Bouret aus dem 18. Jahrhundert
- Sendetürme

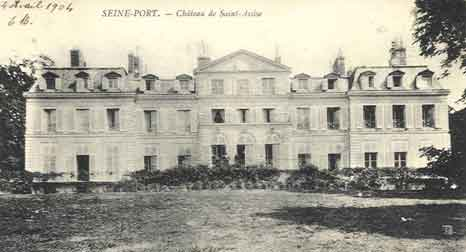
Schloss Sainte-Assise
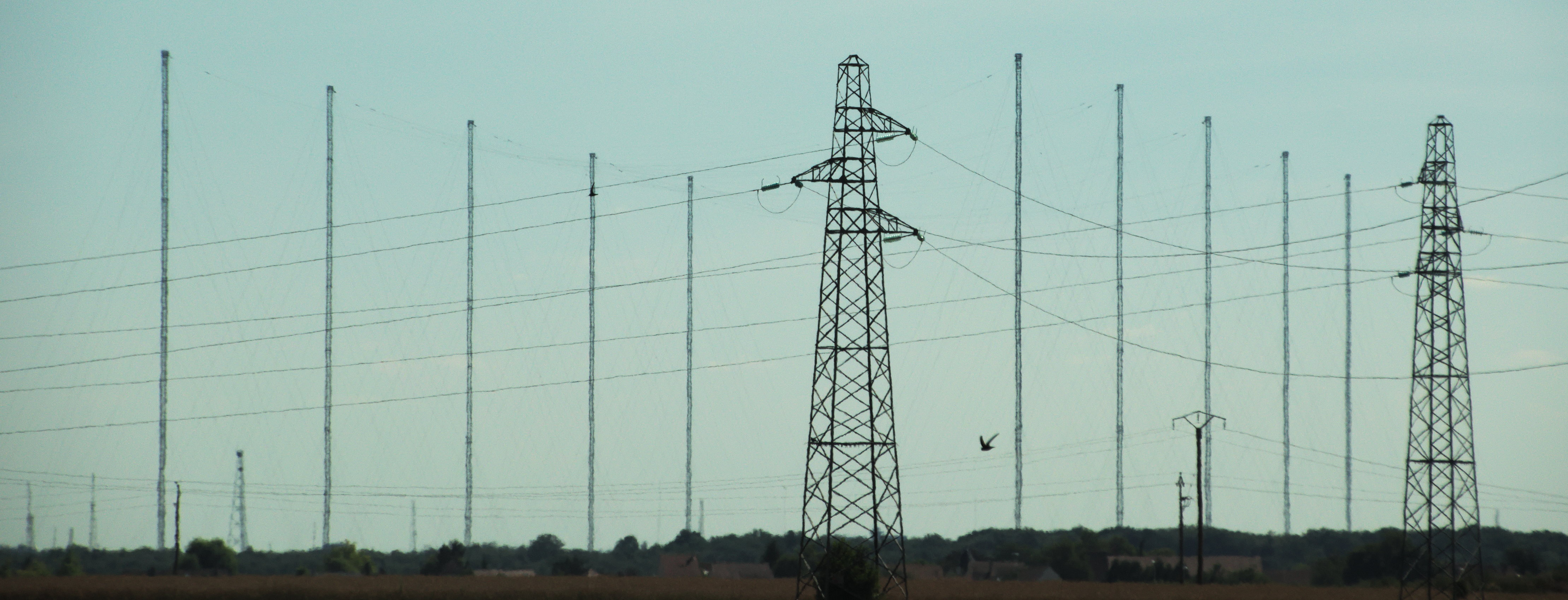
Sendeanlage

## Persönlichkeiten

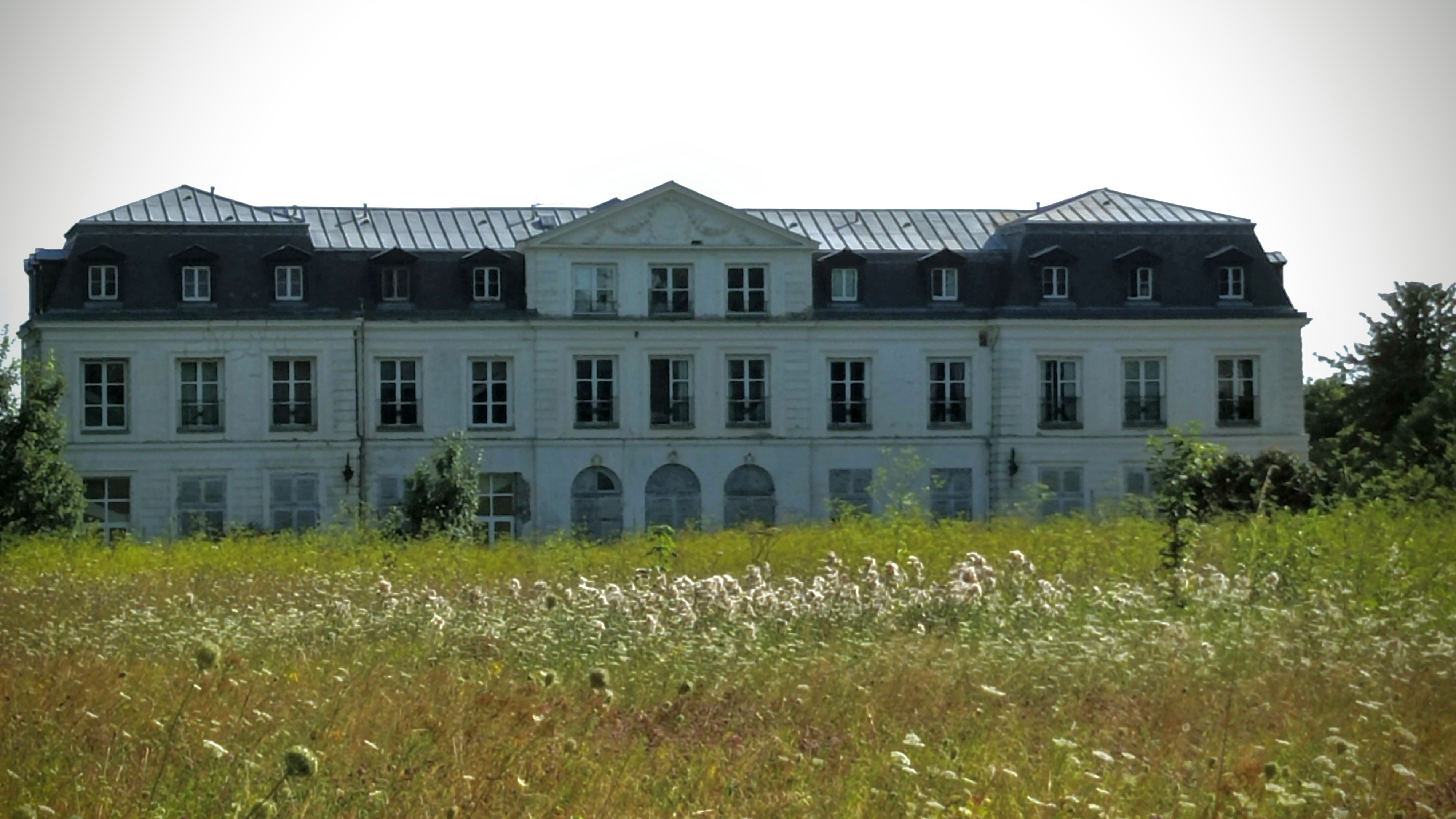
Château de Sainte-Assise

- Jeanne Baptiste d’Albert de Luynes (1670–1736), Mätresse des Königs von Sardinien-Piemont
- Jean-Benoît-Vincent Barré (1735–1824), Architekt Ludwigs XVI.
- Madame de Montesson (1738–1806), Mätresse des Herzogs von Orleans
- Ernest Legouvé (1807–1903), Dramatiker
- René Viviani (1863–1925), Politiker, Premierminister (1914–1915), Minister für Ausländerangelegenheiten (1914, 1915), in Seine-Port bestattet
- Antoine Pol (1888–1971), Dichter
- Mayo (1906–1990), Maler
- Francis Hallé (* 1938), Botaniker
- Françoise Dorléac (1942–1967), Schauspielerin, in Seine-Port bestattet
- Emily Loizeau (* 1975), Singer-Songwriter
- Michael Lambert[1] (* 1988), Historiker